# Список умерших в 998 году

## Апрель
- Абу Сулейман аль-Хаттаби, шафиитский хадисовед, писатель и филолог.

## Июль
- 15 июля — Абу-ль-Вафа аль-Бузджани (58), персидский математик и астроном.

## Август
- 8 августа — Со Хи, корейский государственный, военный деятель и дипломат.
- 24 августа — Сисиний II, патриарх Константинопольский (996—998).

## Октябрь
- 28 октября — Зигфрид, граф в Мозельгау и Арденненгау, первый граф Люксембурга (963—998), родоначальник первого Люксембургского дома[1].

## Ноябрь
- 26 ноября — Никон Метаноит, ромейский монах, странствующий проповедник и православный святой.

## Дата смерти неизвестна или требует уточнения
- Иоанн Кресценций, правитель Рима (985—998).
- Рихер Реймский, французский хронист, монах-бенедиктинец.
- Смбат I Саакян, первый царь Сюникского царства (ок. 987—998).
- Этельвард, англосаксонский государственный деятель и хронист, эрл Уэссекса[2].